# Giles Foster
Giles Foster, né à Bath, est un réalisateur de télévision et scénariste britannique.
Il amorce sa carrière en 1975 après ses études où il se spécialise en art dramatique. Outre des téléfilms en Angleterre, il a également réalisé des œuvres télévisuelles en Australie, et plus récemment, en Allemagne. Dans les années 1970, il a d'autre part signé lui-même certains scénarios pour la télévision. 
Pour favoriser sa ville natale, la série télévisée Four Seasons a été réécrite afin d’être située, selon ses vœux, à Bath où le tournage a eu lieu. 

## Filmographie
- 1985 : Silas Marner: The Weaver of Raveloe (TV)
- 1986 : Hôtel du Lac (TV)
- 1998 : La Dynastie des Carey-Lewis : Le Grand Retour (Rosamunde Pilcher : Coming Home) (TV)
- 2000 : Le Prince et le Pauvre (The Prince and the Pauper) (TV)
- 2014 : De cœur inconnu (Rosamunde Pilcher : Unknown Heart) (TV)